# 戦国★男士
『戦国★男士』（せんごく★だんし）は、2011年10月から2012年3月にかけて、独立局4局で放送していた特撮テレビドラマである。

## 概要
現代を舞台に戦国武将をモチーフとした人間キャラクターたちが激闘を繰り広げるアクションドラマで、テレビ神奈川（tvk。幹事局）、千葉テレビ放送（チバテレ）、テレビ埼玉（テレ玉）、サンテレビジョン（SUN-TV）の4局共同制作の『戦国鍋TV 〜なんとなく歴史が学べる映像〜』（以下、『戦国鍋』と表記）に続く歴史番組の第2弾である。
伊達政宗を始めとする戦国武将や歴史上の偉人たちは物語に即した大幅なアレンジが加えられているが、それぞれの名前や境遇は実在した本人と共通したものとなっている。

## 登場人物

### 伊達一派関連

#### 伊達一派
伊達政宗（だて まさむね） - 滝口幸広
本作品の主人公。眼鏡がトレードマークの南奥州高校1年。料理が得意で、みんなの舌を堪能させている。顕現時には青い青竜を模した嘩紋が右手の甲に浮かび、瞳孔も青く染まる。誠実そうな外見だが、「喧嘩は好きだけど暴力は嫌い」と自称するように少々やんちゃ。喧嘩相手の次の攻撃方法とその反撃を瞬時に予測する論理能力と、それを容易く実現できる高い身体能力を持ち、顕現せずとも顕現した相手を圧倒する。顕現した当初は己の感情をコントロールできずに暴走していたが、虎哉和尚の教えにより徐々に自我を取り戻して行く。実は希少価値のある真性型の顕現者。そのため戦火の中にありながら、敵味方問わず重要なキーパーソンとして翻弄されることになる。
田舎から南奥に転入してきたため、資福寺に下宿している。
伊達成実（だて しげざね）- 平野良
南奥州高校2年。顕現時には赤い百足の嘩紋が浮かぶ。政宗の従兄弟にあたる青年。楽天的な性格で一派のムードメーカー。当初は自分だけが顕現することができなかったコンプレックスから、無理を承知で服部（妹）の下で顕現の力を強引に得る。しかしそのことで一時は政宗との仲違いを生んでしまうが、片倉らの説得で政宗が認めたことで、再び一派に戻った。また同時に服部から忍術を伝授されたため、顕現の他に瞬間移動などトリッキーな攻撃で敵を翻弄することもできる。
片倉 小十郎（かたくら こじゅうろう）- 内田讓
南奥州高校3年。顕現時には黒い蝙蝠の嘩紋が喉仏に浮かぶ。サックス奏者としても活躍する寡黙な青年。政宗たちの先輩に当たるが、礼儀正しく常に敬語で話す。当初は学内でも運動部のヘルプの依頼が殺到するなどの人望を集めながら、それを丁重に断る一匹狼気質だった。しかしながら抗争に割り込んで政宗に加勢し、彼と出会ったことからその人間性に惹かれて仲間に加わる。
大内定綱（おおうち さだつな） - 片岡信和
塩松高校3年→南奥州高校3年。顕現時には黄色い牛の嘩紋が右頬に浮かぶ。元は大内一派のリーダーであり、相馬・畠山らと共に政宗に戦いを挑むが、顕現した政宗によって撃破された。その後、五家同盟の駒として政宗らに騙し討ちをかけようとするものの、政宗の料理を食べたことにより仲間の大切さを知る。
五家同盟に反逆した後は伊達一派の一員となり、政宗を大将と慕う。初登場時は悪役という粗暴な性格だったが、一派に加わった後はデリカシーの無いことを口を滑らして焦ったりと、丸い性格となった。

#### 伊達一派の協力者
田村 愛 （たむら あい） - 伊藤梨沙子
高校1年。政宗の彼女を自称する天真爛漫な少女。南奥州高校に転入した政宗を追い、自らも南奥州高校の隣の女子校に転入してきた。空手四段の実力者で、顕現もしていない舎弟レベルのチンピラなら、軽く倒せる力を持つ。
虎哉和尚 （こさいおしょう） - 鶴田忍
資福寺の住職。政宗の父親の旧友。
鬼庭 左月斎（おににわ さげつさい） - 金橋良樹
南奥州高校OBで片倉の先輩。顕現時の嘩紋は蛇。現在は鳶職をしており、五人の子供たちを病死した妻の代わりに一人で養っている。勤務中に政宗たちと出会って性格がら意気投合するが、単身で「顕現狩り」に襲われて力を奪われてしまう。

### 九度山高校
真田幸村（さなだ ゆきむら） - 橋本淳
朱色の学ランを着た九度山高校の1年生。顕現時には赤い鹿の嘩紋が左手の甲に浮かぶ。本心がはかりしれない人物で、口癖は「僕、暇だから」。顕現しなくても、上述の政宗の「予測殺法」を躱すほどの実力者。どの組織にも所属しない気分屋として戦場をかき乱す。実は幼少時代は食料を盗んでも必死に生きる身寄りのない生活を送っていた。その時に秀吉に拾われ、「生きる意味」や「強さ」を教えられたことから、本心では彼に依存しており、彼を失った際には孤独に虚無感に悩まされていた。

### 五家同盟関連

#### 五家同盟
佐竹 義重（さたけ よししげ） - 山岸拓生
常陸太田高校3年。五家同盟のリーダーである口髭を蓄えた大柄の男。
蘆名義広（あしな よしひろ） - 三上俊
会津黒川高校→常陸太田高校。顕現時の嘩紋は蝶。歌舞伎の女形のようなルックスの青年で、抑揚のある独特な口調で話すナルシスト。本人曰く「佐竹さん一筋」。
白河 義親（しらかわ よしちか） - 新田健太
小峰高校3年。顕現時の嘩紋は海亀。
岩城常隆（いわき つねたか） - 大森亮
飯野平高校3年。顕現時の嘩紋は鼠。
石川昭光（いしかわ あきみつ） - 草野イニ
三芦工業高校3年。顕現時の嘩紋は鶴。柔術を得意とする巨漢。

#### 相馬一派
相馬 義胤（そうま よしたね） - 六本木康弘
南奥州高校3年。顕現時の嘩紋は馬。相馬一派を束ねるリーダー。ファンキーな出で立ちで、相手との会話にもラップを用いる。
木幡高清（こばた たかきよ） - 榎木智一
南奥州高校2年。相馬の部下。相馬をリスペクトしており、自身も相馬同様派手な服装をしている。
水谷胤重（みずがい たねしげ） - 森渉
南奥州高校2年。相馬の部下。

#### 畠山一派
畠山 義継（はたけやま よしつぐ） - 富永研司
南奥州高校3年。顕現時の嘩紋は木。畠山一派を束ねるリーダーで、昭和ヤンキー的風貌が特徴。
高橋 内膳（たかはし ないぜん） - 伊藤竜翼
畠山の部下。畠山一派の連絡係を務める。
新城 弾正（あらき だんじょう） - 友常勇気
畠山の部下。

### 小田原学園
北条氏直（ほうじょう うじなお） - 三浦力
小田原学園の生徒であり、学園長である氏政の息子。顕現時の嘩紋は鯱。猫まんまを食べる際にかける味噌汁の量をきっちりと測るため、当初は政宗から味噌汁くんと呼ばれていた。実は顕現者を闇討ちしていた「顕現狩り」の犯人。その目的は、顕現者の力を集めるSLPM社を阻止しようと暗躍していた。政宗とのお互いの信念を掛けた一騎討ちに敗北し、彼に父親を守るよう懇願するが、一歩遅く氏政は黒鎧に惨殺されてしまった。
北条氏政（ほうじょう うじまさ） - 志賀廣太郎
小田原学園の学園長。学園長室で、侵入してきた黒鎧に殺害された。

### SLPM社
豊臣秀吉（とよとみ ひでよし） - 波岡一喜
SLPM社の社長。日本の活性化を推進するために顕現者を増やす活動を行っていた。自分の思想に反感を持つ政宗を迎えて交渉したりと、心が広い。中盤で胃癌を患い、余命も僅かとなる。その時に政宗と対話し、彼が過去に見た「ロザリオの男」が自分の恩人だったこと、そして自分たちが力で世界を統一する「天下布武」の考えを持つことを語り、その思想が政宗に認められないものの、話したことに満足して息を引き取った。彼の死後、SLPM社の所有権を巡り、急転直下な展開がなされる。
浅野長政（あさの ながまさ） - 長谷川朝晴
SLPM社の社員。秀吉の部下である黒づくめの男。
石田三成（いしだ みつなり） - 大口兼悟
SLPM社の社員。顕現時にはクワガタムシの嘩紋が左頬に浮かぶ。秀吉の生前では忠実な側近だったが、彼の死後はSLPM社を支配するという野心を晒し、秀頼を脅して社長権限を奪う。しかし家康の陰謀によって盗撮された自分の悪態がネット配信で世間に晒され、社会的信用を失ってその野望も潰えた。
上杉景勝 - 鈴之助
SLPM社に所属し、五家同盟とのパイプとして彼らを監視していた人物。顕現時には鳳凰を模した嘩紋が右頬に浮かぶ。常にミネラルウォーターを愛飲する。口数が少なく、部下の兼続に続けて「兼続の言うとおりだ」としか喋らないのが一種の「お約束」（本人曰く、実際に兼続は間違ったことは言わない）。終盤で政宗の身柄を狙って追跡するが、妨害に来た家康（服部（妹）の変装）も加わって混乱するも、追跡対象を政宗に継続（この時に兼続の意見に初めて逆らう）。2人がかりで政宗を追い詰めるが、後ろから接近する黒鎧に気付かずに切り捨てられ、駆け寄った兼続の腕の中で、「やっぱり兼続の言うとおりにした方がよかった」と後悔しながら息を引き取った。
直江兼続 - 山本匠馬
上杉と常に行動を共にし、職務を一任されている青年。顕現時には獅子を模した嘩紋が左頬に浮かぶ。

### その他
徳川家康（とくがわ いえやす） - 田中康寛
世界中で利用されているSNS・BukeShowHatを開発し、有名人となった青年。
服部半蔵/兄 （はっとり はんぞう/あに） - 鈴木信二
服部兄妹の兄。秘孔を突くことで相手を顕現させる能力を持つ。
服部半蔵/妹（はっとり はんぞう/いもうと） / 旭日(あさひ) - 佃井皆美
服部兄妹の妹。表向きでは旭日の偽名で家康の秘書を務めている。兄同様の能力を持ち、謎の忍として裏で顕現者を増やしていた。織田信長の意志を継いでいるが、次第に家康の本性に気付き一味を離反。伊達一派に彼を止めるよう懇願する。
織田信長/ロザリオの男 - (役者不明)
過去編に登場する重要人物。顕現時は黄金の髑髏の嘩紋が、身体ではなく背景に浮かぶ。彼の喧嘩に居合わせたことから、政宗に大きな影響を与えた。

## 用語
顕現（けんげん）
臨界点を超えた人間が得る強大な力。顕現を発動した者は、各々の決まった肉体の箇所に嘩紋（かもん）と呼ばれる動物や植物を象った紋章が強烈な光と共に出現する。顕現した者同士の戦いでは、敗北した者の嘩紋が消滅し、顕現も失われる。個人で定められた嘩紋のほとんどは、モデルとなった実在の武将に因んだものが多い。
厳密に顕現は、自らの素質のみで覚醒する「真性」と、薬物や術式を含め人為的に得る「仮性」に分類される。作中の顕現者はほぼ全て謎の忍によって覚醒した「仮性」であり、真性は伊達政宗、織田信長の二名のみ。
南奥州高校（みなみおうしゅうこうこう）
政宗らが通う高校で、通称は南奥（なんおう）。いくつかの派閥によって覇権争いが行われている。
黒鎧
作中で繰り広げられる抗争の中で暗躍する謎の存在。顕現者を次々襲い、顕現の力を奪う「顕現狩り」という都市伝説として恐れられている。その正体は、過去に織田信長が装着していた鎧を、服部半蔵（兄）が着込んだ姿。しかしこの鎧は真性顕現者でなければ扱えず、現在所有する家康によって操られている状態である。家康の最終目的は、政宗にこの鎧を着せ、世界を支配できるだけの力を得ることであった。

## スタッフ
- 企画・製作：戦国★男士パートナーズ（tvk、チバテレ、テレ玉、サンテレビ）
- 製作プロダクション：国際放映、ILCA
- 企画構成：赤星政尚
- シリーズ構成：増本庄一郎
- 主題歌：DATE「HAZAMA」
- 殺陣：清家利一
- スタント&アクション：ジャパンアクションエンタープライズ
- VFXスーパーバイザー：鹿角剛司
- 特殊造形監督：西村喜廣
- 特殊造形・メイク：石野大雅、奥山友太
- 技術協力：アップサイド
- 美術協力：KHKアート
- 編集・MA：ブル
- 装飾：ケイプランニング
- 衣裳：東京衣裳
- 車輌：マエダオート
- プロデュース：重富浩二・福原直樹（tvk）、梶野元延（チバテレ）、遠藤圭介（テレ玉）、那須恵太朗（サンテレビ）、浦井孝行・河角直樹（国際放映）

## 放映リスト
放映日は最早の放送局であるtvkでのもの（テレ玉は2日遅れ、チバテレは6日遅れ、サンテレビは1週遅れ）。サブタイトルは、四字熟語の真ん中に「★」を入れたものとなっている。
| 放送日（tvk） | 話数               | サブタイトル                      |
| ------------- | ------------------ | --------------------------------- |
| 10月1日       | 第一閃             | 英姿★颯爽（えいしさっそう）       |
| 10月8日       | 第二閃             | 一味★同心（いちみどうしん）       |
| 10月15日      | 第三閃             | 英俊★豪傑（えいしゅんごうけつ）   |
| 10月22日      | 第四閃             | 同胞★同沢（どうほうどうたく）     |
| 10月29日      | 第五閃             | 天之★歴数（てんのれきすう）       |
| 11月5日       | 第六閃             | 吉凶★禍福（きっきょうかふく）     |
| 11月12日      | 第七閃             | 一敗★塗地（いっぱいとち）         |
| 11月19日      | 第八閃             | 一飯★君恩（いっぱんくんおん）     |
| 11月26日      | 第九閃             | 剣抜★弩張（けんばつどちょう）     |
| 12月3日       | 第十閃             | 黯然★失色（あんぜんしっしょく）   |
| 12月10日      | 第十一閃           | 攻城★野戦（こうじょうやせん）     |
| 12月17日      | 第十二閃           | 竜虎★相搏（りゅうこそうはく）     |
| 12月24日      | 第十三閃           | 有為★転変（ういてんぺん）         |
| 12月31日      | 第十四閃           | 雲竜★風虎（うんりゅうふうこ）     |
| 2012年1月7日  | 第十五閃           | 羅織★虚構（らしききょこう）       |
| 1月14日       | 第十六閃           | 気骨★稜稜（きこつりょうりょう）   |
| 1月21日       | 第十七閃           | 流転★無窮（るてんむぐう）         |
| 1月28日       | 第十八閃           | 英雄★欺人（えいゆうぎじん）       |
| 2月4日        | 第十九閃           | 往古★来今（おうこきいま）         |
| 2月11日       | 第二十閃           | 堅甲★利兵（けんこうりへい）       |
| 2月18日       | 第二十一閃         | 窮途★末路（きゅうとまつろ）       |
| 2月25日       | 第二十二閃         | 旗鼓★相当（きこそうとう）         |
| 3月3日        | 第二十三閃         | 恩讐★分明（おんしゅうぶんめい）   |
| 3月10日       | 第二十四閃         | 雲蒸★竜変（うんじょうりゅうへん） |
| 3月17日       | 第二十五閃         | 孤城★落日（こじょうらくじつ）     |
| 3月24日       | 第二十六閃 ※最終回 | 飛龍★乗雲（ひりゅうじょううん）   |

## ネット局
| 放送対象地域 | 放送局           | 放送期間                       | 放送日時                 | 系列             | 備考 |
| ------------ | ---------------- | ------------------------------ | ------------------------ | ---------------- | ---- |
| 神奈川県     | テレビ神奈川     | 2011年10月1日 - 2012年3月24日  | 土曜 22時30分 - 23時00分 | JAITS 共同制作局 |      |
| 千葉県       | 千葉テレビ放送   | 2011年10月7日 - 2012年3月30日  | 金曜 24時00分 - 24時30分 | JAITS 共同制作局 |      |
| 兵庫県       | サンテレビジョン | 2011年10月8日 - 2012年3月31日  | 土曜 24時00分 - 24時30分 | JAITS 共同制作局 |      |
| 埼玉県       | テレビ埼玉       | 2011年10月3日 - 2012年3月26日  | 月曜 23時30分 - 24時00分 | JAITS 共同制作局 |      |
| 中京広域圏   | 中部日本放送     | 2013年12月17日 - 2014年7月15日 | 火曜 25時35分 - 26時08分 | TBS系列          |      |
| 福岡県       | TVQ九州放送      | 2014年9月30日 -                | 火曜 26時05分 - 26時35分 | テレビ東京系列   |      |